# Матрица Сильвестра
Матрица Сильвестра — матрица, позволяющая вычислить результант двух многочленов. Введена английским математиком Джеймсом Сильвестром (1814—1897).

## Определение
Пусть даны многочлены
{\displaystyle A(x)=\sum _{i=0}^{n}{a_{i}x^{i}}=a_{0}+a_{1}x+\ldots +a_{n}x^{n}},
{\displaystyle B(x)=\sum _{i=0}^{m}{b_{i}x^{i}}=b_{0}+b_{1}x+\ldots +b_{m}x^{m}}.
Тогда матрицей Сильвестра для этих многочленов будет квадратная матрица {\displaystyle (n+m)\times (n+m)} вида
{\displaystyle S_{A,B}={\begin{pmatrix}a_{n}&a_{n-1}&a_{n-2}&\cdots &\cdots &a_{0}&0&\cdots &0\\0&a_{n}&a_{n-1}&a_{n-2}&\cdots &a_{1}&a_{0}&\cdots &0\\\cdots &\cdots &\cdots &\cdots &\cdots &\cdots &\cdots &\cdots &\cdots \\0&\cdots &0&a_{n}&a_{n-1}&a_{n-2}&\cdots &a_{1}&a_{0}\\b_{m}&b_{m-1}&\cdots &\cdots &b_{0}&0&\cdots &\cdots &0\\0&b_{m}&\cdots &\cdots &b_{1}&b_{0}&0&\cdots &0\\\cdots &\cdots &\cdots &\cdots &\cdots &\cdots &\cdots &\cdots &\cdots \\0&\cdots &\cdots &\cdots &0&b_{m}&\cdots &b_{1}&b_{0}\end{pmatrix}}}.
Количество строк матрицы, содержащих коэффициенты многочлена {\displaystyle a(x)}, равно {\displaystyle m}, а многочлена {\displaystyle b(x)} — {\displaystyle n}.
Результант многочленов находится как определитель этой матрицы:
{\displaystyle {\mathcal {R}}(A,B)=\det(S_{A,B})}.

### Пример
Для многочленов
{\displaystyle A(x)=a_{2}x^{2}+a_{1}x+a_{0}},
{\displaystyle B(x)=b_{3}x^{3}+b_{2}x^{2}+b_{1}x+b_{0}}
матрица Сильвестра будет выглядеть так:
{\displaystyle S_{A,B}={\begin{pmatrix}a_{2}&a_{1}&a_{0}&0&0\\0&a_{2}&a_{1}&a_{0}&0\\0&0&a_{2}&a_{1}&a_{0}\\b_{3}&b_{2}&b_{1}&b_{0}&0\\0&b_{3}&b_{2}&b_{1}&b_{0}\end{pmatrix}}}.